# 丹尼斯·本蒂奇
丹尼斯·本蒂奇（1982年11月13日—），克罗地亚男子手球运动员。他曾代表克罗地亚国家队参加2012年夏季奥林匹克运动会手球比赛，获得一枚铜牌。